# تشارلز نام
تشارلز نام (بالإنجليزية: Charles Nam)‏ هو عالم اجتماع أمريكي، ولد في 25 مارس 1926.